# Сегре (округ)
Сегре (фр. Segré) — округ (фр. Arrondissement) во Франции, один из округов в регионе Страна Луары. Департамент округа — Мен и Луара. Супрефектура — Сегре.
Население округа на 2006 год составляло 57 672 человек. Плотность населения составляет 50 чел./км². Площадь округа составляет всего 1164 км².